# Heteropoda rubra
Heteropoda rubra är en spindelart som beskrevs av Pater Chrysanthus 1965. Heteropoda rubra ingår i släktet Heteropoda och familjen jättekrabbspindlar. Inga underarter finns listade i Catalogue of Life.